# Gurbannazar Ezizow
Gurbannazar Ezizow (1 de março de 1940 - 20 de setembro de 1975) foi um poeta turquemeno e vencedor do Prêmio Magtymguly do Turquemenistão.
Gurbannazar nasceu em 1 de março de 1940 em Asgabade. Ele começou a frequentar a escola em 1948 e se formou na Escola Nº 29 em Asgabade em 1959. Nesse mesmo ano, ele entrou para a Faculdade de Filologia da Universidade Estadual do Turcomenistão. Graduou-se na universidade em 1964 e foi designado para o conselho editorial da United Children's Literature Publishing House. No mesmo ano, ele foi convocado para o serviço militar. Após a exoneração em 1965, atuou como diretor da seção de poesia do jornal Edebiýat ("Literatura e Arte") até 1970. De 1972 até o fim de sua vida trabalhou como consultor literário na União de Escritores do Turquemenistão. Poemas arquivados também foram preservados na própria leitura de Ezizow.
Gurbannazar Ezizow morreu tragicamente, morto a tiros por um soldado soviético, em uma rodovia perto de Gazanjyk em 20 de setembro de 1975, após uma reunião de jovens escritores e poetas em Turkmenbashy.

## Colaboração com Nury Halmammedow
O compositor turquemeno Nury Halmammedov colocou a poesia de Ezizow na música, mais notavelmente na composição Türkmen sähra ("T steppe turcomena").

## Vida pessoal
Gurbannazar nasceu em uma família de joalheiros e foi ensinado a arte das joias por seu pai Abdyleziz. É por isso que entre a nação turquemena Ezizow é conhecida como "zergär şahyr", traduzida como "poeta joalheiro". Mais tarde, após a morte de seu pai, sua mãe Gulnabat manteve todas as joias artesanais que ainda estão passando de geração em geração como herança.
Ezizow se casou em 1966, aos 26 anos. Ele teve quatro filhas (Yazgul, Arzygul, Sahragul, Ogulabat) e um filho (Serdar). Sua esposa, Halsoltan, era governanta até que seu marido morreu e ela teve que cuidar de suas filhas e um filho recém-nascido.
A mãe de Ezizow, Gulnabat, faleceu em 25 de abril de 2017, aos 97 anos. Seu pai, Abdyleziz, morreu logo após a morte do poeta.
A viúva e os filhos do poeta estão vivendo no Turquemenistão.